# Eushelfordia pica
Eushelfordia pica är en kackerlacksart som först beskrevs av Walker, F. 1868.  Eushelfordia pica ingår i släktet Eushelfordia och familjen småkackerlackor. Inga underarter finns listade i Catalogue of Life.